# هشت‌پای کلوچه‌ای
هشت‌پای کلوچه‌ایبا نام علمی (Opisthoteuthis californiana) گونه‌ای هشت‌پا است.

## پراکندگی
این گونه در منطقه یوریکا بار در کالیفرنیا و در عمق ۳۵۰ متری و همچنین در ژاپن، در منطقه کاشیما-نادا و در عمق ۵۳۰–۵۶۰ متری، مشاهده شده است. به استناد کتاب روسی نسیس (۱۹۸۲/۸۷)، پراکندگی هشت پای فلپ جک، از دریای برینگ تا دریای اختسک تا منطقهً هونشوی مرکزی واقع در شمال غرب اقیانوس آرام و تا کالیفرنیای جنوبی واقع در شمال شرق اقیانوس آرام، گزارش شده است.

## دسته‌بندی
هشت‌پای کلوچه‌ای یکی از ۱۴ گونهٔ تشکیل دهندهٔ سردهً اپسدوتوثاس می‌باشد.
گونه‌های اپسدوتوثاس دارای متراکم‌ترین محور قدامی-خلفی (a-p axis)در میان همهٔ سرپایان هستند.علت نامگذاری هشت پای کلوچه ای(pancake devilfish)نیز همین اندام پهن جانور است.گمان برده می‌شود که گونه اپسدوتوثاس در اصل کف‌زی باشد، گرچه آنها قادر به شنا بوده و در برخی گونه‌ها شنا مولفهً مهمی در یورش آوردن آنها به طعمه‌های کوچک می‌باشد. مانند این گونه‌ها، عمدهٔ اختاپوس‌های دندانه دار نیز ناشناخته هستند.

## در فرهنگ عامه
هشت‌پای کلوچه‌ای، بوسیلهٔ کاراکتر پرل، هشت پای کوچک صورتی رنگ در فیلم در جستجوی نمو، برای عموم شناخته‌تر شد.